# 29565 Glenngould
29565 Glenngould (1998 FD) là một tiểu hành tinh vành đai chính được phát hiện ngày 17 tháng 3 năm 1998 bởi M. Boeuf ở Les Tardieux.